# Cyclaspis marisrubri
Cyclaspis marisrubri är en kräftdjursart som beskrevs av Mihai Bacescu och Zarui Muradian 1975. Cyclaspis marisrubri ingår i släktet Cyclaspis och familjen Bodotriidae. Inga underarter finns listade i Catalogue of Life.